# Four-Mile-Uran-Mine
Die Four-Mile-Uran-Mine war ein geplantes und durch die australische Regierung genehmigtes Bergwerksprojekt zum Uranabbau in der Nähe des Lake Frome in South Australia, Australien. Die Uranlagerstätte liegt etwa 550 km von Adelaide und 10 km von der im Abbau befindlichen Beverley-Uran-Mine entfernt. In diesem Projekt sollte nach 10 Jahren die erste neue australische Uranmine im ersten Quartal 2010 mit ihrem Abbaubetrieb beginnen und das zehntgrößte Uranbergwerk in der Welt werden. Das Projekt scheiterte daran, dass das Abbauunternehmen keine Übereinkunft mit den Aborigines erzielen konnte, die über das betroffene Gebiet einen Native Title halten.

## Bergwerk
Die Four-Mile-Uran-Mine wäre das fünfte aktive Uranbergwerk in Australien geworden, in der die größte entdeckte Uranlagerstätte Australiens in den letzten 25 Jahren abgebaut werden sollte. Im Juni 2009 gab Alliance Resources bekannt, dass das Vorkommen 28000 t Uraniumoxide, der Erzkörper zehnmal so viel Uran wie die Lagerstätte von Olympic Dam und doppelt so viel wie das Vorkommen an der Ranger-Uran-Mine im Northern Territory enthält. Die Lagerstätte sollte nach 15 Jahren erschöpft sein.
Geplant war ursprünglich das Bergwerk von der Quasar Resources Pty Ltd mit 75 % und von der Alliance Resources Ltd mit 25 % Anteilen Kapital gemeinsam zu betreiben. Die Quasar Resources ist wirtschaftlich mit der Heathgate Resources Pty Ltd verbunden, der Eigentümerin und Betreiberin der naheliegenden Beverley-Uran-Mine.
Der Uranabbau im Sandgestein sollte durch Lösung (englisch: in-situ leaching) stattfinden, wobei nach Bohrungen in den Erzkörper oxidierendes Fluid eingeleitet wird, das das Uran mobilisiert. Die Lösung wird in den äußeren Bereich des Erzkörpers über Injektionsbohrungen eingebracht. Im Zentrum des Erzkörpers werden die Bohrungen niedergebracht, die die uranhaltige Lösung fördern. Damit soll eine Strömung des Fluids zum Zentrum der Lagerstätte sichergestellt und eine unkontrollierte Verbreitung im Gestein verhindert werden. Angelegt werden sollten im Umfeld der Lagerstätte weitere Überwachungsbohrungen, die einer Kontrolle dienen, um zu verhindern, dass es zu einer Kontamination im Umfeld der Lagerstätte kommt. Die Betreiberin des Bergwerks hatte die Absicht, im ersten Quartal 2010 mit der Gewinnung von 1400 t Uraniumoxid jährlich zu beginnen. Das Verfahren erschien der Genehmigungsbehörde als nicht sicher genug.

## Genehmigung
Die Abbaugenehmigung der 2005 entdeckten Uranlagerstätte wurde durch den australischen Minister for the Environment, Heritage and the Arts Peter Garrett am 14. Juli 2009 erteilt. Es war die erste Bergbaugenehmigung durch eine von der Australian Labor Party (ALP) geführte Regierung, nachdem sie auf ihrer alle zwei Jahre stattfindenden Nationalkonferenz 2007 die Beendigung ihrer Drei-Minen-Politik für Uranbergwerke beschlossen hatte. Mit der Genehmigung gab Minister Garrett bekannt, dass er „certain this operation poses no credible risk to the environment“ (deutsch: „sicher ist, dass diese Operation kein erkennbares Risiko für die Umwelt darstellt“). Die Erteilung der Genehmigung wurde vom Premierminister von South Australia Mike Rann unterstützt.
Die Abbaugenehmigung unterstützte auch die Australian Uranium Association (AUA). Der geschäftsführende Direktor der AUA bezeichnete die Entscheidung als „heartened“ (deutsch: „ermutigend“), da diese „tells [the industry] that if we continue to meet those high environmental standards, which the (Environment) Minister himself applies, then we will be able to continue to expand“ (deutsch: „Entscheidung davon berichtet, dass die Industrie, sofern sie an den hohen Umweltstandards weiterentwickelt – die der Umweltminister selbst anwendet – wir in der Lage sind zu expandieren“.) Die Australian Workers’ Union unterstützte diese Entscheidung und der Nationalsekretär Paul Howes sagte zu dieser Entscheidung, dass sie einen: „represents a significant win for Australia's resource industry“ (deutsch: „einen bedeutenden Gewinn für Australiens Rohstoffindustrie darstellt“) und dass dies „[provide] revenue for that state's coffers and opportunities to create good, well-paid Australian jobs“ (deutsch: Einkommen für den Staatssäckel liefert und die Möglichkeit bietet, gute und gut bezahlte Jobs zu schaffen).
Ein gegenteilige Auffassung vertrat die Australian Conservation Foundation (ACF) und sprach von einer Lockerung der Umweltstandards. Die ACF befürchtete insbesondere eine mögliche Kontamination des Grundwassers durch die Aktivitäten des Bergwerks. Ein Aborigines von den Adnyamathanha, den traditionellen Eigentümern dieses Gebiets, drückte seine Unzufriedenheit über die Entscheidung aus und verband sie mit den Praktiken australischer Regierungen, die in der Vergangenheit zur Stolen Generation geführt hatte.

## Projektende
Alliance Resources gab im September 2009 bekannt, dass das Projekt im April 2009 beendet wurde. Es fehlte an der Erlaubnis durch die Aborigines, die auf die Geländenutzung durch einen Native Title Vorbehalte anmelden können. Die Regierung hatte die Abbaugenehmigung an das Einverständnis der Aborigines gekoppelt. Die Projektkosten der zwei Uranlagerstätten in Four Mile East und Four Mile West beliefen sich auf AUD $90 Millionen.